# Liste des comtesses d'Évreux
Cet article présente la liste des comtesses d'Évreux.

## Rollonides (989-1118)
| Nom (dates)                      | Époux                                                     | Titres                                                   | Eléments biographiques                                                                            |
| -------------------------------- | --------------------------------------------------------- | -------------------------------------------------------- | ------------------------------------------------------------------------------------------------- |
| Herlève                          | - Robert le Danois                                        | - Comtesse d'Évreux (996-1037)                           | - Mère de Richard d'Evreux et de Raoul de Gacé.                                                   |
| Godehilde                        | - Roger Ier de Tosny - Richard d'Evreux (mariage en 1040) | - Dame de Tosny (?-1040) - Comtesse d'Évreux (1037-1067) | - Mère de Raoul II de Tosny, de Guillaume d'Évreux et d'Agnès d'Évreux.                           |
| Héloïse de Nevers (1056-1113/18) | - Guillaume d'Évreux                                      | - Comtesse d'Évreux (1067-1118)                          | - Princesse de la Maison de Nevers. Fille de Guillaume Ier de Nevers et d'Ermengarde de Tonnerre. |

## Maison de Montfort-l'Amaury (1118-1195)
| Nom (dates)                   | Époux                                                                              | Titres                                                                              | Eléments biographiques |
| ----------------------------- | ---------------------------------------------------------------------------------- | ----------------------------------------------------------------------------------- | --- |
| Agnès de Garlande (1112-1143) | - Amaury III de Montfort (mariage en 1120) - Robert Ier de Dreux (mariage en 1139) | - Comtesse d'Évreux et dame de Montfort (1120-1137) - Comtesse de Dreux (1139-1143) | - Princesse de la Maison de Garlande. Fille d'Anseau Ier de Garlande et de Béatrice de Montlhéry. - Mère de Simon III de Montfort et d'Amaury IV de Montfort. |
| Mathilde                      | - Simon III de Montfort                                                            | - Dame de Montfort (1137-1181) - Comtesse d'Évreux (1140-1181)                      | - Mère d'Amaury V de Montfort-Évreux et de Simon de Montfort.                                                                                                 |
| Mabel de Gloucester (?-1198)  | - Amaury V de Montfort-Évreux (mariage en 1170)                                    | - Comtesse d'Évreux (1181-1182)                                                     | - Princesse rollonide. Fille de Guillaume de Gloucester et d'Hawise de Beaumont. - Mère d'Amaury VI de Montfort-Évreux.                                       |

## Maison capétienne d'Évreux-Navarre (1298-1404)
| Portrait | Nom (dates)                      | Époux                                       | Titres | Eléments des biographiques | Armoiries |
| -------- | -------------------------------- | ------------------------------------------- | --- | --- | --------- |
|          | Marguerite d'Artois (1285-1311)  | - Louis d'Évreux (mariage en 1301)          | - Comtesse d'Évreux et baronne d’Étampes (1301-1311) | - Princesse de la Maison capétienne d'Artois. Fille de Philippe d'Artois et de Blanche de Bretagne. - Mère de Marie d'Évreux, de Charles d'Étampes, de Philippe III de Navarre, de Marguerite d'Évreux et de Jeanne d'Évreux.                                                 |           |
|          | Jeanne II de Navarre (1311-1349) | - Philippe III de Navarre (mariage en 1318) | - Comtesse d'Évreux et de Longueville (1319-1343) - Reine de Navarre (de plein droit, 1328-1349) - Comtesse d'Angoulême et de Mortain (1336-1343)                                                               | - Princesse capétienne. Fille de Louis X de France et de Marguerite de Bourgogne. - Mère de Jeanne de Navarre, de Marie de Navarre, de Blanche de Navarre, de Charles II de Navarre, d'Agnès de Navarre, de Philippe de Navarre, de Jeanne de Navarre et de Louis de Navarre. |           |
|          | Jeanne de France (1343-1373)     | - Charles II de Navarre (mariage en 1352)   | - Reine de Navarre et comtesse d'Évreux (1352-1373) - Dame de Montpellier (1365-1367, 1371-1373) - Lieutenant-général du royaume de Navarre (1369-1372)                                                         | - Princesse de la Maison de Valois. Fille de Jean II de France et de Bonne de Luxembourg. - Mère de Charles III de Navarre, de Pierre de Navarre et de Jeanne de Navarre. |           |
|          | Éléonore de Castille (1363-1416) | - Charles III de Navarre (mariage en 1375)  | - Dame de Montpellier (1381-1383) - Reine de Navarre (1387-1416) - Comtesse d’Évreux (1387-1404) - Duchesse de Nemours (1404-1416) - Lieutenant-général du royaume de Navarre (1397-1398, 1403-1406, 1409-1411) | - Princesse de la Maison de Trastamare. Fille d'Henri II de Castille et de Jeanne Manuel de Villena. - Mère de Jeanne de Navarre, de Blanche Ire de Navarre, de Béatrice de Navarre, d'Isabelle de Navarre et de Charles de Navarre.                                          |           |

## Maison de La Tour d'Auvergne (1651-1792)
| Portrait | Nom (dates)                                        | Époux                                                       | Titres | Eléments biographiques |
| -------- | -------------------------------------------------- | ----------------------------------------------------------- | --- | --- |
|          | Éléonore de Bergh (1613-1657)                      | - Frédéric-Maurice de La Tour d'Auvergne (mariage en 1634)  | - Duchesse de Bouillon (1634-1652) - Princesse de Sedan (1634-1642) - Duchesse d'Albret et comtesse d’Évreux (1651-1652)   | - Princesse de la Maison de Glymes. Fille de Frédéric de Bergh et de Françoise de Ravenel. - Mère de Godefroy-Maurice de La Tour d'Auvergne, de Frédéric-Maurice de La Tour d'Auvergne, d'Emmanuel-Théodose de La Tour d'Auvergne et de Mauricette-Fébronie de La Tour d'Auvergne. |
|          | Marie-Anne Mancini (1649-1714)                     | - Godefroy-Maurice de La Tour d'Auvergne (mariage en 1662)  | - Duchesse de Bouillon et comtesse d’Évreux (1662-1714) - Duchesse d'Albret (1662-1696)                                    | - Princesse de la Famille Mancini. Fille de Lorenzo Mancini et de Geronima Mazzarini. - Mère de Louis-Charles de La Tour d'Auvergne, d'Emmanuel-Théodose de La Tour d'Auvergne et de Louis-Henri de La Tour d'Auvergne.                                                            |
|          | Anne-Marie-Christiane de Simiane (1698-1722)       | - Emmanuel-Théodose de La Tour d'Auvergne (mariage en 1720) | - Princesse de Turenne (1720-1721) - Duchesse d'Albret (1720-1722) - Duchesse de Bouillon et comtesse d’Évreux (1721-1722) | - Princesse de la Famille de Simiane. Fille de François de Simiane. - Mère d'Anne-Marie-Louise de La Tour d'Auvergne. |
|          | Louise-Henriette-Françoise de Lorraine (1707-1737) | - Emmanuel-Théodose de La Tour d'Auvergne (mariage en 1725) | - Duchesse de Bouillon et d'Albret, comtesse d’Évreux (1725-1730)                                                          | - Princesse de la Maison de Guise. Fille d'Anne-Marie-Joseph de Lorraine et de Marie-Louise-Chrétienne Jeannin de Castille. - Mère de Marie-Sophie-Charlotte de La Tour d'Auvergne.                                                                                                |
|          | Louise-Henriette-Gabrielle de Lorraine (1718-1788) | - Godefroy de La Tour d'Auvergne (mariage en 1743)          | - Princesse de Turenne (1743-1771) - Comtesse d'Évreux (1753-1788) - Duchesse de Bouillon et d'Albret (1771-1788)          | - Princesse de la Maison de Guise. Fille de Charles-Louis de Lorraine et d'Élisabeth de Roquelaure. - Mère de Jacques-Léopold de La Tour d'Auvergne. |
|          | Marie-Françoise-Henriette de Banastre (1775-1816)  | - Godefroy de La Tour d'Auvergne (mariage en 1789)          | - Duchesse de Bouillon et d'Albret, comtesse d'Évreux (1789-1792)                                                          | - Princesse de la Famille de Banastre. Fille de Louis Alexandre Henri de Banastre. |

## Sources
- Foundation for Medieval Genealogy : les comtes d'Évreux